# Iamamiwhoami
iamamiwhoami är ett audiovisuellt projekt som släpper musikalbum med tillhörande följetonger av musikvideoserier. Projektet består av den svenska artisten, låtskrivaren, regissören och producenten Jonna Lee även aktiv solo som ionnalee, i samt musikproducenten och låtskrivaren Claes Björklund och filmfotografen John Strandh. iamamiwhoami släpper sitt första album på 8 år den 3 juni 2022 med titeln 'Be Here Soon'. Projektet följs sedan 2009 av en stor internationell onlinepublik via Youtube och har nu över 107 miljoner visningar. iamamiwhoamis anonymitet vid projektets början skapade global uppståndelse i media och på sociala medier och gjorde projektet till ett världsfenomen. Serierna är en blandning av musik, film, konsert och konstinstallationer. 
iamamiwhoami driver det egna skivbolaget To whom it may concern. Projektet har vunnit ett flertal utmärkelser för sin innovation och sina verk.

## Historia
iamamiwhoami började i december 2009 att släppa korta videoklipp med musik på sin Youtube-kanal. Klippen gav upphov till att musikbloggare och övrig media spekulerade över vilken artist som stod bakom projektet. Bland annat nämndes Karin Dreijer Andersson, från svenska gruppen the Knife som en trolig kandidat, och internationella artister som Christina Aguilera. Jonna Lee avslöjades som projektets frontfigur av amerikansk media under 2010. De korta videoklippen blev i mars 2010 sju fullängdsvideos som med sina titlar bildade ordet "bounty". Mellan december 2009 och december 2014 släppte iamamiwhoami totalt fem audiovisuella installationer. 

### Preludes (2009–2010)
De allra första korta film- och musikstyckena släpptes i 6 delar från 4 december 2009 till mars 2010. Titlarna bestod av kryptiska nummerserier. De korta klippen ledde fram till släppet av den första låten med titeln "b" i mars 2010, som bildade den första delen av serien "bounty".

### bounty (2010–2011)
"bounty" är projektets första officiella serie och består av 9 musikfilmer. De släpptes på iamamiwhoamis Youtube-kanal som en följetong en gång i månaden mellan mars 2010 och augusti 2011 där varje del kopplas samman. "bounty" släpptes 3 juni 2013 i en helvit fysisk CD/DVD-utgåva på det egna skivbolaget To whom it may concern och på det engelska skivbolaget Cooperative music.

### IN CONCERT (2010)
"In concert" var iamamiwhoamis första onlinekonsert. Den är 1 timme och 4 minuter lång och sändes första gången den 16 november 2010 kl 12.01 på det egna skivbolagets webbplats.
Innan sändningen annonserade projektet ut att en volontär söktes och de gav instruktioner till sina följare att enas om en representant för dem, som skulle agera under eget ansvar. Det blev Youtube-användaren ShootUpTheStation som röstades fram av internetföljarna till projektet. Konserten började med att  "ShootUpTheStation" filmade sig själv när han hämtades på ett hotellrum och kördes ut i skogen där konserten ägde rum. Konsertfilmen använde den vita Volvo 245 som tidigare figurerat i projektets videos. I den invändigt inplastade bilens bagagerum och front syntes instrument och musikutrustning och två personer i svarta rånarluvor som spelade på instrumenten inne i bilen. Bilen körde ut på ett fält och möttes av ett antal människor i svarta luvor och censurerade ansikten. Jonna Lee ledsagade ShootUpTheStation genom skogen samtidigt som hon sjöng till honom. Konserten leder fram till att ShootUpTheStation begravdes i en kista av papp och fördes till ett tempel byggt av kartong som sedan eldades upp. Jonna Lee, iförd svart slöja, begravde sedan hans aska och sjöng en avskedssymfoni spelad på orgel. Låten kallades "the Riddle" av fansen fram till att det visade sig vara en tidig version av låten "shadowshow" som sedan släpptes som studioversion på albumet "BLUE" 2014.[källa behövs]

### kin (2012)
I november 2011 gjorde iamamiwhoami sin första intervju i amerikanska Bullett Magazines "the Secret Issue" med foton som attribueras som självporträtt tagna av projektet. Svaren på frågorna visade sig vara låttexter från den kommande skivan kin. Skivan är ett musikaliskt album och en 45 minuter lång film och släpptes som enhet den 11 juni 2012 på To whom it may concern. och Cooperative music. De enskilda låtarna med tillhörande videor släpptes i en följetong med nio delar från februari till juni 2012 med två veckors mellanrum på iamamiwhoamis Youtube-kanal.

### BLUE (2014)
Den 10 november 2014 släpptes iamamiwhoami's femte audiovisuella produktion, av musikvärlden räknat som deras tredje album. Albumet är ett musikaliskt album och en film på 1 timme och 27 minuter som släpptes som enhet på To whom it may concern. och Kobalt music. De enskilda låtarna med tillhörande videor släpptes i en tio delars följetong med första delen "Fountain" som start. Delarna släpptes mellan januari och december 2014.

## Liveframträdanden
iamamiwhoamis första framträdande inför en fysisk publik skedde på Way Out West 2011. Konserten visualiserade ett samlag mellan iamamiwhoami och publiken. Konsertens handling var en fortsättning på slutet av serien "bounty" och var enligt uttalande från Jonna Lee i media "ett nära fysiskt möte med publiken" som lade grund för albumet "kin", som följde året efter.

### bounty & kin live
Med premiär den 5 augusti 2012 på Stockholm Music & Arts gjorde iamamiwhoami en världsturné kring släppen av sina första albuminstallationer, bounty och kin med regi av Robin Kempe Bergman. På scenen visades en gigantisk svart kub som representerar kuben i "kin". Jonna Lee ackompanjerades av fem vitklädda personer. 

## Skivbolag
Skivbolaget To whom it may concern (även kallat TWIMC) startades av Jonna Lee 2010. Bolaget producerar, tillverkar och släpper till största del audiovisuellt material av iamamiwhoami ionnalee och Barbelle. Bolaget representerar också regissörskollektivet WAVE. Under 2015 släppte "TWIMC" även en ekologisk unisexklädkollektion kallad "necessities".

## Utmärkelser
iamamiwhoami tilldelades en Grammis år 2011 som "Årets Innovatör" som var Spotifys egen kategori. I juli 2012 vann iamamiwhoami MTV O Music Award i kategorin "Digital Genius" och vann i mars 2012 BBC 6 Music "Blog Music Award".
De nominerades i mars 2011 till MTV O Music Award i kategorin "Most Innovative Artist" och i oktober 2011 till ännu en MTV O Music Award. Denna gången i kategorin "Best Web Born Artist".

## Diskografi

### Installationer
- bounty (audiovisuell serie 2010)
- IN CONCERT (onlinekonsert 2010)
- kin (audiovisuell serie 2012)
- BLUE  (audiovisuell serie 2014)
- CONCERT IN BLUE (onlinekonsert 2015)

### Album och Filmer
- bounty, 2010/2013
- IN CONCERT, 2010
- kin, 2012
- BLUE, 2014
- CONCERT IN BLUE 2015

### Singlar (episoder)
- "b", 15 mars 2010
- "o", 11 april 2010
- "u-1", 3 maj 2010
- "u-2", 7 maj 2010
- "n", 4 juni 2010
- "t", 30 juni 2010
- "y", 5 augusti 2010
- "In Concert" 4 december 2010
- "; john", 16 maj 2011
- "Clump" 1 augusti 2011
- "sever", 15 februari 2012
- "drops", 29 februari 2012
- "good worker", 14 mars 2012
- "play", 28 mars 2012
- "in due order", 11 april 2012
- "idle talk", 25 april 2012
- "rascal", 9 maj 2012
- "kill", 22 maj 2012
- "goods", 5 juni 2012
- "fountain", 22 januari 2014
- "hunting for pearls", 27 februari 2014
- "vista", 24 april 2014
- "tap your glass", 8 juli 2014
- "blue blue", 5 Aug 2014
- "thin" & "chasing kites" (dubbelsläpp), 2 Okt 2014
- "ripple", Nov 2014
- "the last dancer", dec 2014
- "shadowshow", dec 2015

### Remixer för iamamiwhoami
- "y" - by Joe Goddard, Juni 2013
- "y" - by Moby Juni 2013
- "y" - by Brodinski Juni 2013

### Remixer
- "Moby - After" (iamamiwhoami remix), December 2011
- "The Irrepressibles - New World" (iamamiwhoami remix), Mars 2013